# 가스 확산 전극
가스 확산 전극(영어: Gas diffusion electrode, GDE)은 고체, 액체 및 기체 계면이 접합되어 있고, 액체상과 기체상 사이의 전기화학 반응을 지지하는 전기 전도성 촉매를 가진 전극이다.

## 원리
GDE는 연료전지에 사용되며, 이 연료전지에서는 산소와 수소가 가스 확산 전극에서 반응하여 물을 형성하고, 동시에 화학 결합 에너지를 전력량으로 변환한다. 일반적으로 촉매는 다공성 박막에 고정되어 액체와 기체가 상호작용할 수 있도록 한다. 이러한 젖음 특성 외에도 가스 확산 전극은 낮은 전기저항으로 전자 수송을 가능하게 하기 위해 최적의 전기 전도성을 제공해야 한다.
가스 확산 전극 작동의 중요한 전제 조건은 액체 및 기체상이 전극의 기공 시스템에서 공존한다는 것이며, 이는 영-라플라스 방정식으로 입증될 수 있다:
{\displaystyle p={\frac {2\ \gamma \cos \theta }{r}}}
가스 압력 p는 기공 반경 r, 액체의 표면 장력 γ, 접촉각 θ를 통해 기공 시스템 내 액체와 관련된다. 이 방정식은 너무 많은 미지 또는 달성하기 어려운 매개변수가 있기 때문에 결정의 지침으로 간주되어야 한다. 표면 장력을 고려할 때 고체와 액체 간의 표면 장력 차이를 고려해야 한다. 그러나 탄소상의 백금이나 은과 같은 촉매의 표면 장력은 거의 측정할 수 없다. 평평한 표면의 접촉각은 현미경으로 결정할 수 있다. 그러나 단일 기공은 검사할 수 없으므로 전체 전극의 기공 시스템을 결정해야 한다. 따라서 액체와 기체를 위한 전극 영역을 생성하기 위해 다른 기공 반경 r을 생성하거나 다른 젖음 각도 θ를 생성하는 경로를 선택할 수 있다.

## 소결 전극

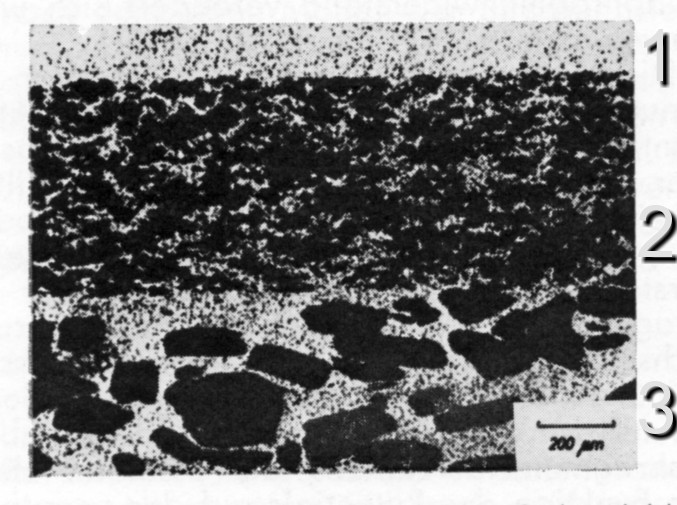
소결 전극

소결 전극의 이 이미지에서 세 가지 다른 입자 크기가 사용되었음을 알 수 있다. 다른 층은 다음과 같다:
1. 미세 입자 재료의 상단 층
2. 다른 그룹의 층
3. 거친 입자 재료의 가스 분배 층

1950년부터 1970년까지 소결 방식으로 제조된 대부분의 전극은 연료 전지용이었다. 이 생산 방식은 두께가 2 mm로 두껍고 무거웠으며, 개별 층은 매우 얇고 결함이 없어야 했기 때문에 경제적인 이유로 중단되었다. 판매 가격이 너무 높았고 전극을 지속적으로 생산할 수 없었다.

### 작동 원리

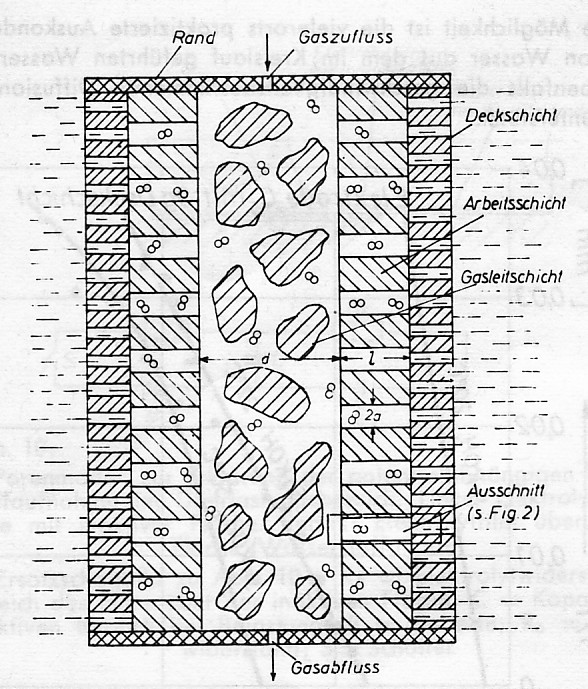
가스 확산 전극의 원리

가스 확산의 원리는 이 다이어그램에 설명되어 있다. 이른바 가스 분배 층은 전극의 중앙에 위치한다. 작은 가스 압력만으로도 전해질이 이 기공 시스템에서 밀려난다. 작은 유동 저항은 가스가 전극 내부에서 자유롭게 흐를 수 있도록 보장한다. 약간 더 높은 가스 압력에서는 기공 시스템의 전해질이 작업 층으로 제한된다. 표면 층 자체는 압력 최고점에서도 가스가 전극을 통해 전해질로 흐르지 못할 정도로 미세한 기공을 가지고 있다. 이러한 전극은 산란 및 후속 소결 또는 열간 압착에 의해 생산되었다. 다층 전극을 생산하기 위해 미세 입자 재료를 용범에 산란시키고 평활하게 만들었다. 그런 다음 다른 재료들을 여러 층으로 적용하고 압력을 가했다. 생산은 오류가 많을 뿐만 아니라 시간 소모적이었고 자동화하기 어려웠다.

## 접착 전극

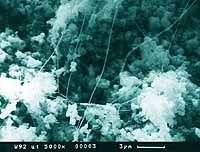
SEM-폴리테트라플루오로에틸렌-은 전극 이미지

약 1970년부터 PTFE는 친수성과 소수성 특성을 모두 가지며 화학적으로 안정하고 바인더로 사용할 수 있는 전극을 생산하는 데 사용된다. 이는 PTFE의 비율이 높은 곳에서는 전해질이 기공 시스템으로 침투할 수 없고 그 반대도 마찬가지라는 의미이다. 이 경우 촉매 자체는 소수성이 아니어야 한다.

### 변형
PTFE 촉매 혼합물을 생산하는 두 가지 기술적 변형이 있다:
- 물, PTFE, 촉매, 유화제, 증점제 등의 분산
- PTFE 분말 및 촉매 분말의 건식 혼합

분산 경로는 주로 중합체 전해질을 사용하는 전극에 선택되며, 양성자 교환막 연료전지 (PEM 연료 전지) 및 양성자 교환막 (PEM) 또는 염산 (HCL) 막 전기 분해에 성공적으로 도입되었다. 액체 전해질에 사용될 때는 건식 공정이 더 적합하다.
또한, 분산 경로(물의 증발 및 340 °C에서 PTFE의 소결을 통해)에서는 기계적 압착이 생략되고 생산된 전극은 매우 다공성이다. 빠른 건조 방법을 사용하면 액체 전해질이 침투할 수 있는 전극에 균열이 생길 수 있다. 아연-공기 전지 또는 알칼리 연료전지와 같은 액체 전해질 응용 분야에는 건식 혼합 방법이 사용된다.

## 촉매
산성 전해질에서는 전기 촉매가 일반적으로 백금, 루테늄, 이리듐, 로듐과 같은 귀금속이다. 아연-공기 전지 및 알칼리 연료전지와 같은 알칼리 전해질에서는 탄소, 망가니즈, 은, 니켈 폼 또는 니켈 메시와 같은 저렴한 촉매를 사용하는 것이 일반적이다.

## 적용
처음에는 그로브 전지에 고체 전극이 사용되었고, 프랜시스 토머스 베이컨이 베이컨 연료전지에 가스 확산 전극을 처음 사용하여 고온에서 수소와 산소를 전기로 변환했다. 수년에 걸쳐 가스 확산 전극은 다음과 같은 다양한 다른 공정에 적용되었다:
- 1980년대부터 아연-공기 전지
- 1990년대부터 니켈-수소 전지
- 폐 염산의 전기 분해를 통한 염소 (원소) 생산[4]
- 클로르-알칼리 공정[5]
- 이산화탄소의 전기화학적 환원

## 생산
GDE는 모든 수준에서 생산된다. 연구 개발 회사뿐만 아니라 대부분의 경우 연료 전지 또는 배터리 장치에 사용되는 막 전극 조립체 (MEA) 생산을 위한 대기업에서도 사용된다. 대량 생산을 전문으로 하는 GDE 회사로는 Johnson Matthey, Gore 및 가스카텔이 있다. 그러나 다양한 모양, 촉매 및 적재량을 평가할 수 있는 맞춤형 또는 소량 GDE를 생산하는 많은 회사도 있으며, FuelCellStore, FuelCellsEtc 등이 있다.

## 같이 보기
- 음이온 교환막
- 농담전지
- 전극 전위
- 연료 전지 용어집
- 이온 수송 수
- 이온 선택성 전극
- 액체 접합 전위